# Gestão de coleções
Gestão de coleções é um conjunto de protocolos de gestão que envolve o desenvolvimento, armazenamento e preservação de coleções e patrimônio cultural, com o principal objetivo de atender às necessidades de colecionadores individuais e a declaração de missão de instituições colecionadoras, como bibliotecas e museus. Ao mesmo tempo, garante a segurança e a sustentabilidade a longo prazo dos objetos culturais sob sua responsabilidade.
A gestão de coleções, que consiste principalmente nos procedimentos administrativos associados, está intimamente relacionada ao cuidado com as obras e a preservação física do patrimônio cultural. As profissões mais influenciadas pelo gerenciamento de coleções incluem  gestor de coleções, registrador de coleções [en] e arquivista.

## Definição
Os acervos de um patrimônio cultural exigem muito cuidado e proteção para garantir sua segurança contra perdas ou danos externos, mas também exigem uma documentação detalhada para auxiliar no rastreamento do histórico dos objetos dentro da instituição que os mantém. Para atender a essas necessidades, os colecionadores adotam padrões e práticas de gerenciamento, bem como o cuidado de coleções, que servem para criar um ambiente seguro para os objetos, com documentação de acompanhamento clara e precisa. O cuidado com o acervo aborda as ações físicas necessárias para prevenir ou retardar danos ao patrimônio cultural, e seu gerenciamento pode ser definido como "um processo de coleta, comunicação, coordenação, formulação de políticas, avaliação e planejamento". Esses processos influenciam as decisões sobre o gerenciamento de registros e política de gerenciamento, estabelecendo os protocolos de cuidados, planejamento e resposta a emergências. Existem demandas importantes, como investimento em restauro e climatização dos espaços físicos que abrigam os acervos, contratação e capacitação de profissionais. No Brasil, a percepção da importância do tratamento técnico do patrimônio museológico é relativamente recente. Ou seja, no cenário cultural brasileiro, disponibilizar recursos para a conservação e manutenção de acervos era de certa forma um fator relegado a um segundo plano.
Até o final do século XX, a Secretaria da Cultura do estado de São Paulo não possuía um levantamento da totalidade do acervo cultural, que era feito precariamente, apenas com o intuito de inventariar o acervo da Secretaria, garantindo assim o controle sobre seus bens móveis, para atender à legislação vigente. A grande  maioria dos museus paulistas, ao serem criados, não tinham definidas as políticas e planejamento estratégico para pesquisa, patrocínio, compra e doações para seus acervos. Isso fez com que, ao longo do tempo e sem normatização de procedimentos claros, houvesse um crescimento desordenado e sem critério dos acervos, muitas vezes sem os devidos registros de aquisição, procedência e outros detalhes. Em muitos casos, havia uma certa organização, principalmente pela dedicação individual. No entanto, mesmo com iniciativas bem sucedidas, deparavam-se com a falta de recursos, de definição de prioridades e de políticas públicas que dessem andamento às ações, sendo relativamente recente a adoção de um planejamento oficial de gestão dos acervos. Em São Paulo, foi somente a partir do início dos anos 2000 que esse planejamento passou a ser uma constante na rotina dos museus estaduais.

## Gestão de registros
De acordo com o Smithsonian Institution, um registro é "qualquer informação oficial registrada, independentemente do meio ou das características que são criadas, recebidas e mantidas" por um colecionador ou instituição individual.
Como todo objeto em uma coleção deve ter uma documentação de acompanhamento, o gerenciamento de registros deve ser o foco principal e cobrir uma ampla gama de políticas e padrões de documentação. Os tópicos abrangidos pelo gerenciamento de registros incluem sistemas de gerenciamento de informações, políticas de adesão, de retirada de coleções, políticas de pesquisa, seleção, aquisição, organização, manutenção, manipulação, descarte, difusão e curadoria. A falta de sistemas adequados de manutenção de registros nos museus compromete a segurança das coleções e ameaça o seu papel na sociedade, como centros de informação. A gestão planejada e sistematizada de registros melhora os programas e atividades nos museus, levando assim a uma governança e operação eficazes.

## Sistemas de gestão de coleções
Existem programas informatizados desenvolvidos para auxiliar no arquivamento e catalogação de objetos em uma coleção em bibliotecas, arquivos e museus. Embora cada programa seja único, existem vários recursos que são considerados padrão:
- Catalogação: campos para identificação do objeto, como números de identificação permanente, nome do objeto, nome do artista ou criador, descrição do objeto, dimensões, componentes e materiais, condição, proveniência, exposição, histórico de preservação, localização física e imagens do objeto.
- Aquisição: campos relevantes para o doador e histórico de compras para o objeto, como data de aquisição, doador ou nome do vendedor e informações de contato, o número de acesso atribuído, preço de compra, avaliação da condição no momento da chegada e restrições do vendedor ou doador.
- Descarte: aborda a remoção de um objeto de uma coleção e inclui informações como a data de cancelamento, método de descarte usado e o motivo da remoção.
- Empréstimos: é usado para rastrear informações sobre empréstimos recebidos e efetuados, incluindo o nome do credor e informações de contato, requisitos especiais, instruções de remessa, apólices de seguro associadas e histórico de empréstimos.
- Relatórios de condição e conservação: para avaliações de condições realizadas, o nome do inspetor e a data da inspeção. Esta seção também pode incluir relatórios de conservação detalhando os tratamentos de conservação e restauro realizados.
- Segurança: permite que o administrador do banco de dados restrinja o acesso às informações, permitindo a visualização/alteração de dados apenas a determinados profissionais.
- Direito autoral: permite que a instituição insira restrições de propriedade intelectual relevantes, a fim de evitar a distribuição ou reprodução ilegal.
- Multimédia: permite que obras digitais, como imagens, vídeos e conteúdos de áudio associados a um objeto, sejam anexados ao registro do objeto. Este recurso normalmente permite a entrada de metadados associados.[6]